# Gaku
Gaku (岳 みんなの山?, Gaku: Minna no yama, lett. "Il picco: la montagna di tutti") è un manga sull'alpinismo scritto e disegnato da Shin'ichi Ishizuka. È stato pubblicato da Shogakukan sulla rivista Big Comic Original dal 2003 al 2012, e raccolto poi in diciotto volumi rilegati. Racconta le avventure di un volontario in una squadra di ricerca e soccorso nelle Alpi giapponesi.
Gaku ha ricevuto nel 2008 il premio Manga Taishō e nel 2009 il Premio Shogakukan per i manga nella categoria generale. Un film tratto dal fumetto è uscito il 7 maggio 2011.

## Pubblicazione
Gaku è stato scritto e disegnato da Shin'ichi Ishizuka ed è stato pubblicato da Shogakukan sulla rivista seinen Big Comic Original a partire dal numero 19 del 2003 uscito il 20 settembre 2003. È stato serializzato in modo irregolare fino a luglio 2007, quando è passato a una periodicità settimanale, che ha mantenuto fino alla sua conclusione, il 5 giugno 2012. I singoli capitoli sono stati raccolti in diciotto volumi tankōbon pubblicati dal 28 aprile 2005 al 30 agosto 2012 e intitolati Gaku senza il sottotitolo utilizzato sui numeri apparsi su rivista. La serie è pubblicata a Taiwan da Sharp Point Press.
Un'edizione italiana, intitolata semplicemente Gaku e sottotitolata Vette, ha iniziato la pubblicazione il 19 luglio 2009 per conto di Planeta DeAgostini, ma si è interrotta il 20 dicembre seguente dopo i primi quattro numeri. A marzo 2023, Edizioni BD ha annunciato la pubblicazione della serie sotto l'etichetta J-Pop che è avvenuta dal 5 luglio 2023 in un'edizione omnibus in cui ogni volume italiano corrisponde a due della versione giapponese per un totale di 9 volumi. al 27 novembre 2024.
| Nº Ja | Nº It | Data di prima pubblicazione | Data di prima pubblicazione | Data di prima pubblicazione                                    | Data di prima pubblicazione                                                |
| Nº Ja | Nº It | Giapponese                  | Giapponese                  | Italiano                                                       | Italiano                                                                   |
| ----- | ----- | --------------------------- | --------------------------- | -------------------------------------------------------------- | -------------------------------------------------------------------------- |
| 1     | 1     | 28 aprile 2005              | ISBN 4-09-187571-8          | 19 luglio 2009 (Planeta DeAgostini) 5 luglio 2023 (J-Pop)      | ISBN 978-84-674-7652-1 (Planeta DeAgostini) ISBN 978-88-349-2036-7 (J-Pop) |
| 2     | 1     | 29 settembre 2005           | ISBN 4-09-180730-5          | 30 agosto 2009 (Planeta DeAgostini) 5 luglio 2023 (J-Pop)      | ISBN 978-84-674-7653-8 (Planeta DeAgostini) ISBN 978-88-349-2036-7 (J-Pop) |
| 3     | 2     | 26 dicembre 2006            | ISBN 4-09-181003-9          | 18 ottobre 2009 (Planeta DeAgostini) 6 settembre 2023 (J-Pop)  | ISBN 978-84-674-7654-5 (Planeta DeAgostini) ISBN 978-88-349-2167-8 (J-Pop) |
| 4     | 2     | 24 aprile 2007              | ISBN 978-4-09-181207-0      | 20 dicembre 2009 (Planeta DeAgostini) 6 settembre 2023 (J-Pop) | ISBN 978-84-674-7655-2 (Planeta DeAgostini) ISBN 978-88-349-2167-8 (J-Pop) |
| 5     | 3     | 28 settembre 2007           | ISBN 978-4-09-181470-8      | 15 novembre 2023                                               | ISBN 978-88-349-2168-5                                                     |
| 6     | 3     | 30 gennaio 2008             | ISBN 978-4-09-181719-8      | 15 novembre 2023                                               | ISBN 978-88-349-2168-5                                                     |
| 7     | 4     | 30 giugno 2008              | ISBN 978-4-09-182029-7      | 31 gennaio 2024                                                | ISBN 978-88-349-2388-7                                                     |
| 8     | 4     | 28 novembre 2008            | ISBN 978-4-09-182248-2      | 31 gennaio 2024                                                | ISBN 978-88-349-2388-7                                                     |
| 9     | 5     | 27 febbraio 2009            | ISBN 978-4-09-182380-9      | 27 marzo 2024                                                  | ISBN 978-88-349-2492-1                                                     |
| 10    | 5     | 28 agosto 2009              | ISBN 978-4-09-182590-2      | 27 marzo 2024                                                  | ISBN 978-88-349-2492-1                                                     |
| 11    | 6     | 27 febbraio 2010            | ISBN 978-4-09-183073-9      | 29 maggio 2024                                                 | ISBN 978-88-349-2559-1                                                     |
| 12    | 6     | 30 giugno 2010              | ISBN 978-4-09-183218-4      | 29 maggio 2024                                                 | ISBN 978-88-349-2559-1                                                     |
| 13    | 7     | 30 novembre 2010            | ISBN 978-4-09-183527-7      | 31 luglio 2024                                                 | ISBN 978-88-349-2708-3                                                     |
| 14    | 7     | 28 aprile 2011              | ISBN 978-4-09-183819-3      | 31 luglio 2024                                                 | ISBN 978-88-349-2708-3                                                     |
| 15    | 8     | 30 settembre 2011           | ISBN 978-4-09-184085-1      | 25 settembre 2024                                              | ISBN 978-88-349-2934-6                                                     |
| 16    | 8     | 29 febbraio 2012            | ISBN 978-4-09-184277-0      | 25 settembre 2024                                              | ISBN 978-88-349-2934-6                                                     |
| 17    | 9     | 30 luglio 2012              | ISBN 978-4-09-184645-7      | 27 novembre 2024                                               | ISBN 978-88-349-3056-4                                                     |
| 18    | 9     | 30 agosto 2012              | ISBN 978-4-09-184707-2      | 27 novembre 2024                                               | ISBN 978-88-349-3056-4                                                     |

## Accoglienza
Gaku è un best seller in Giappone: il volume sei ha raggiunto il numero 6 nella classifica di Tohan Comic, il volume sette ha anche raggiunto il numero 6, il volume otto ha raggiunto il numero 14 ed è rimasto al numero 16 la settimana successiva, e il volume 9 ha debuttato al numero 26 prima di passare al numero 17 la settimana successiva. La serie è stata descritta dalla rivista Da Vinci come il Platinum Book of the Month per aprile 2007.
Gaku ha vinto la prima edizione del premio Manga Taishō nel 2008, e il Premio Shogakukan per i manga nella categoria generale nel 2009.